# La solitudine
La solitudine è un brano musicale interpretato dalla cantante italiana Laura Pausini e pubblicato nel 1993 come singolo di lancio del suo omonimo album di debutto. Le musiche del brano sono composte da Angelo Valsiglio e Pietro Cremonesi, mentre il testo è firmato dallo stesso Cremonesi insieme a Federico Cavalli.
La canzone ha partecipato al Festival di Sanremo nel 1993, ottenendo la vittoria nella sezione Novità e consentendo a Laura Pausini di raggiungere la popolarità nel proprio paese d'origine. In seguito il brano è stato pubblicato anche in altri paesi europei, ottenendo un riscontro commerciale positivo soprattutto in Belgio, in Francia e nei Paesi Bassi.
Un anno dopo la vittoria sanremese, il brano è stato tradotto anche in spagnolo e pubblicato con il titolo La soledad in Spagna, in Sud America e negli Stati Uniti d'America. Laura Pausini ha inciso nel 1995 anche una versione in inglese del brano, appositamente adattata da Tim Rice e intitolata La solitudine (Loneliness).
Nel 2001, in occasione della pubblicazione del greatest hits The Best of Laura Pausini - E ritorno da te, Laura Pausini ha nuovamente registrato il brano sia in italiano che in spagnolo, ripubblicandolo come singolo in alcuni paesi europei. Nel corso degli anni vari artisti hanno inoltre inciso cover del brano in diverse lingue, tra le quali anche il greco e l'olandese.
La stessa Laura Pausini, nel corso degli anni, ha ripetutamente dichiarato di essere particolarmente legata al brano, indicandolo come un elemento determinante per il successo ottenuto durante la sua carriera.

## Descrizione

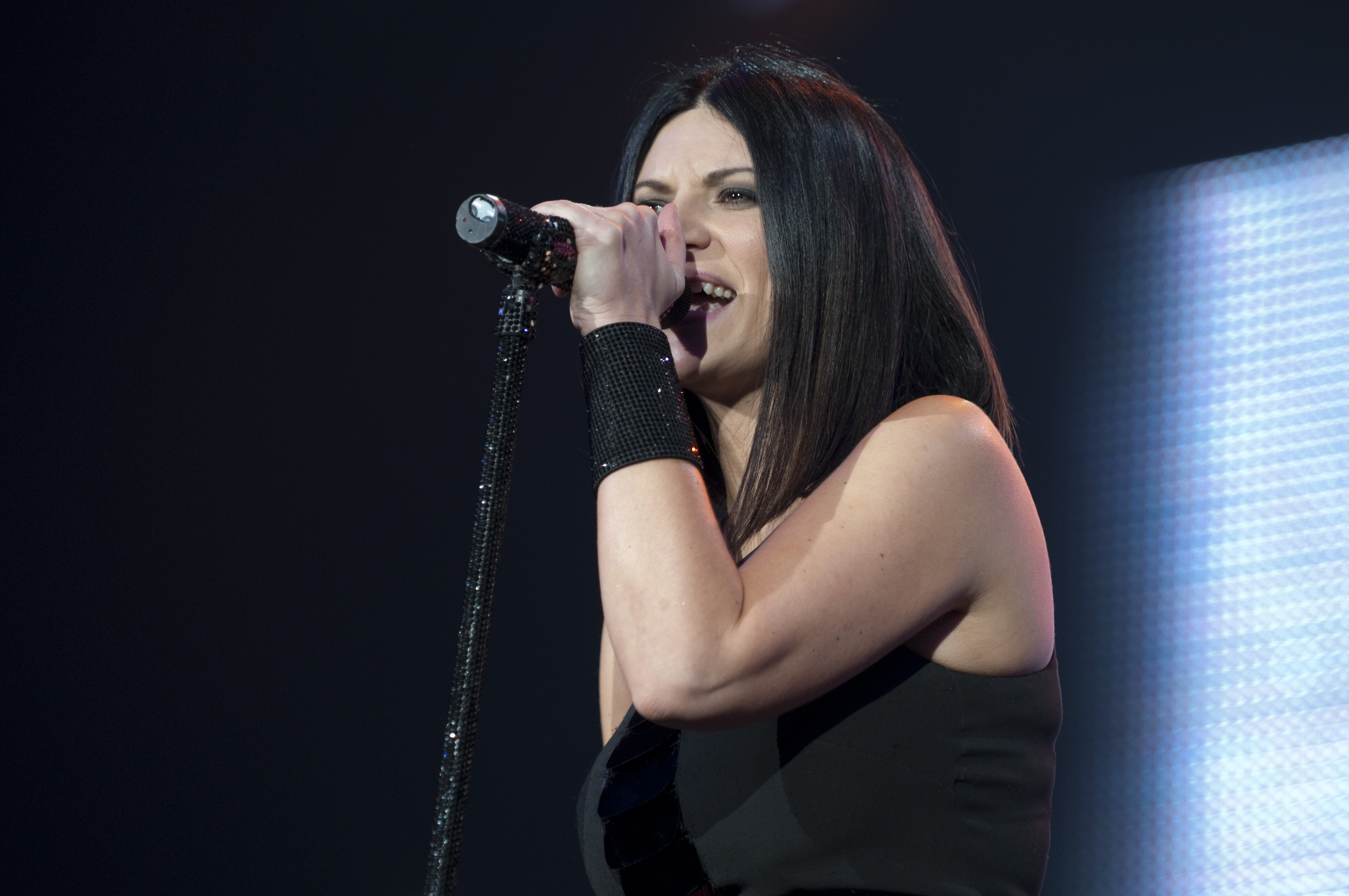
Laura Pausini, interprete del brano, dichiarò che La solitudine raccontava le sensazioni che stava vivendo durante il periodo dell'incisione del singolo stesso.

La canzone è stata scritta da Pietro Cremonesi, autore sia del testo sia della musica, e Federico Cavalli, coautore delle parole del brano. Al momento della composizione della canzone, i due autori si dedicavano alla scrittura di canzoni nel loro tempo libero, ma erano ancora estranei alla discografia e durante il giorno svolgevano la professione di impiegati all'IBM di Milano. Alla scrittura della musica collaborò anche Angelo Valsiglio, il quale aveva già avuto modo di ascoltare la voce di Laura Pausini e così, interessato a collaborare con lei, la contattò per presentarle il manager e produttore Marco Marati. Valsiglio e Marati proposero il brano alla cantante, insieme ad alcune altre canzoni scritte da vari autori. Lo stesso brano era già stato provato anche da altre interpreti, ma Marati e Valsiglio giudicarono l'esecuzione della Pausini la più convincente.
Inoltre, secondo quanto dichiarato da Laura Pausini in un'intervista concessa al giornalista Gianni Minà nel 2008, la cantante stessa fu colpita sin dall'inizio dal testo de La solitudine e non ebbe alcun dubbio nella scelta di interpretare il brano:
(Laura Pausini intervistata da Gianni Minà per Vivaverdi del bimestre novembre-dicembre 2008)
Il testo della canzone racconta l'allontanamento di una ragazza adolescente dal suo ragazzo, Marco, trasferitosi in un'altra città per esigenze lavorative del padre, e racconta in prima persona il vuoto vissuto dalla giovane, per la quale i momenti quotidiani come il viaggio in treno verso la scuola o lo studio pomeridiano sembrano non avere più alcun senso senza il suo amore e la sua presenza.
Da un punto di vista musicale, la giornalista Fabiana Steinmander della rete televisiva statunitense Univision descrisse La solitudine come «una delle canzoni con il massimo grado di difficoltà, a causa della grande quantità di variazioni nella voce e nella modulazione che richiede alle sue interpreti».

## Partecipazione al Festival di Sanremo
Dopo la scelta del brano, Marati e Valsiglio spinsero Laura Pausini a sostenere provini per diverse case discografiche. Le prime risposte ottenute dalla cantante furono negative ma, nel settembre 1992, Laura Pausini riuscì a convincere Fabrizio Giannini e Gianpiero Scussel della CGD (marchio controllato dalla Warner Music Italy), ottenendo un contratto discografico che prevedeva la sola pubblicazione del singolo e che le avrebbe consentito di presentare il brano al Festival di Sanremo dell'anno successivo.
Nel gennaio 1993, il brano superò la prima selezione interna dei candidati alla partecipazione al Quarantatreesimo Festival di Sanremo nella sezione Novità. Il 22 gennaio dello stesso anno fu infine ufficializzata dalla RAI la lista dei diciotto nuovi artisti partecipanti alla gara, all'interno della quale figurava anche il nome di Laura Pausini con La solitudine.

Pausini sul palco del Teatro Ariston di Sanremo, premiata al termine della 43ª edizione del Festival della Canzone Italiana, in cui ottenne la vittoria nella sezione Novità grazie al brano, nell'occasione alla prima esecuzione pubblica; con lei i due conduttori dell'edizione, Lorella Cuccarini (a sinistra) e Pippo Baudo (a destra).

La canzone fu interpretata pubblicamente da Laura Pausini per la prima volta il 23 febbraio 1993, durante la prima semifinale del festival, quando La solitudine fu inserita come quarta esibizione nella scaletta della serata. Durante l'esibizione della cantante, l'orchestra della RAI fu diretta dal maestro Maurizio Tirelli.
Il brano superò la prima fase di eliminazione, che prevedeva il dimezzamento dei sei giovani in gara durante la prima serata, accedendo così alla finale, insieme anche alle altre sei canzoni selezionate durante la seconda e terza serata della kermesse. Dopo l'esibizione avvenuta durante la finale del concorso, svoltasi il 27 febbraio 1993, Laura Pausini ricevette 7.464 voti, conquistando così la vittoria nella propria categoria, davanti alla seconda classificata Gerardina Trovato, con i 7.209 voti della canzone Ma non ho più la mia città.

## Video musicale
Il video musicale realizzato per il brano La solitudine è stato diretto dal regista italiano Ambrogio Lo Giudice. Fu girato ad Ostia, sul pontile di piazza dei Ravennati e sulle spiagge circostanti, nel marzo 1993.
Il video mostra perlopiù la cantante mentre interpreta il brano camminando sul pontile ed affacciandosi alle sue balaustre, alternando tali scene ad altre immagini nelle quali la cantante gioca con alcuni cuccioli di cane da pastore tedesco in riva al mare, oppure in varie pose silenziose, con solo la sua voce in sottofondo.
Nel 1999 il videoclip viene inserito nella VHS Video collection 93-99, che raccoglie la maggior parte dei video realizzati dalla cantante nel corso dei suoi primi sette anni di carriera. Nella primavera del 2011 il video è stato inoltre caricato sul canale YouTube ufficiale di Warner Music Italy, la casa discografica di Laura Pausini.
Congiuntamente, fu realizzato anche il videoclip del singolo Perché non torna più, che riprende numerosi spezzoni dal video de La solitudine.

## Successo commerciale
Subito dopo la sua pubblicazione, La solitudine riscosse un ottimo successo commerciale in Italia. Nella settimana del 13 marzo 1993, il singolo raggiunse il primo posto nella classifica di vendita stilata dalla rivista Musica e dischi, conservando la vetta per un totale di tre settimane consecutive. Il singolo risultò inoltre il quindicesimo più venduto in Italia durante il 1993 e divenne entro breve tempo un classico del pop italiano.

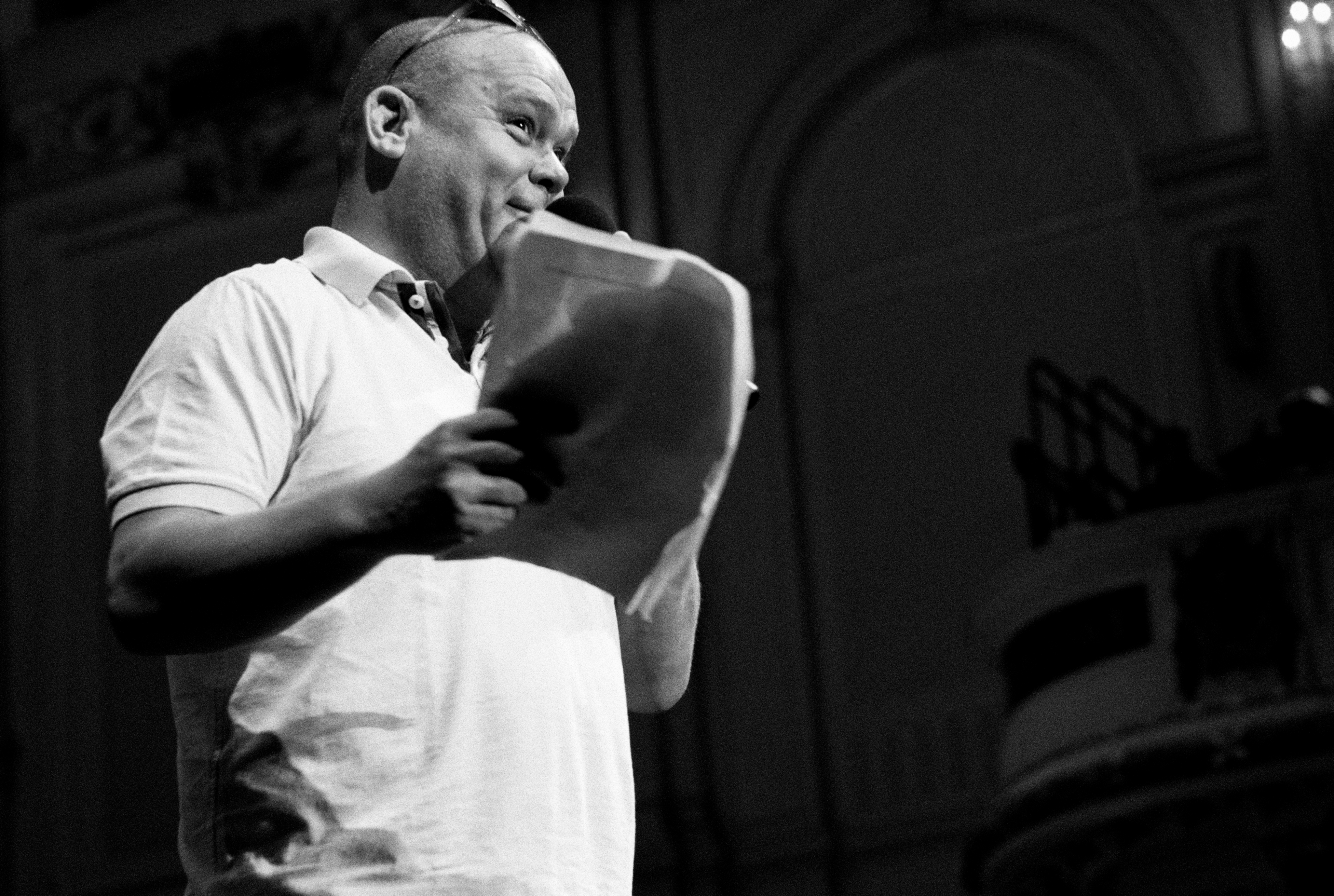
Paul de Leeuw pubblicò nei Paesi Bassi la cover di La solitudine intitolata Ik wil niet dat je liegt, che arrivò in vetta alla Single Top 100 quando la versione di Pausini si trovava al secondo posto.

Alcuni mesi più tardi il brano fu pubblicato come singolo anche nel resto d'Europa, ottenendo riscontri analoghi in diversi paesi. Nel novembre 1993, La solitudine debuttò al ventiseiesimo posto della Mega Single Top 100, la classifica dei singoli più venduti nei Paesi Bassi (il brano fu presentato di persona dalla cantante sulla tv olandese). Circa un mese più tardi, il singolo arrivò fino al secondo posto della classifica, restandovi per quattro settimane consecutive. Durante la settimana dell'8 gennaio 1994, la seconda che il singolo trascorse al numero due della classifica, il singolo che ottenne la prima posizione fu Ik wil niet dat je liegt, la cover del brano stesso realizzata in olandese dal comico e cantante Paul de Leeuw. Nella storia della Mega Single Top 100, solamente altre due canzoni prima di La solitudine erano riuscite ad essere presenti tra le prime tre posizioni della classifica con due diverse versioni contemporaneamente e, secondo i dati aggiornati al marzo 2012, sono in totale cinque i singoli ad aver ottenuto tale risultato.
Nella seconda settimana del 1994, il brano raggiunse anche il primo posto nella Dutch Top 40, la classifica olandese che si differenzia dalla precedente perché ottenuta considerando non solamente i dati di vendita, ma anche quelli relativi ai passaggi radiofonici dei brani musicali. Grazie alle vendite di oltre 75 000 copie nel paese, il singolo fu anche certificato disco di platino dalla Nederlandse Vereniging van Producenten en Importeurs van beeld- en geluidsdragers e risultò essere il quattordicesimo più venduto nel corso del 1994.
Nello stesso periodo, La solitudine riuscì ad entrare anche nella classifica francese realizzata dal Syndicat national de l'édition phonographique (la stessa Pausini fu invitata dal presentatore televisivo Jacques Martin ad eseguire il brano dal vivo nel programma che egli conduceva sul canale France 2, Le monde est à vous). Nell'aprile 1994, a distanza di alcuni mesi dal suo ingresso in classifica, il singolo raggiunse la top ten, per poi arrivare fino al quinto posto e completare nell'ottobre seguente un periodo di quarantaquattro settimane non consecutive trascorse tra i cinquanta singoli più venduti nel paese. Il singolo ottenne così il tredicesimo posto nella classifica annuale francese.
Ancora più marcato fu il riscontro ottenuto dal brano in Belgio dove, tra il febbraio e l'aprile 1994, La solitudine trascorse otto settimane consecutive al primo posto della Ultratop 50, classifica stilata in base alle vendite dei singoli nella regione delle Fiandre.
La versione in lingua spagnola del brano, pubblicata nel 1994, ottenne molta notorietà in Spagna, contribuendo al successo dell'album Laura Pausini, che diventò il più venduto nel paese nel corso del 1994. Il brano riuscì inoltre ad entrare nelle classifiche Billboard relative ai passaggi radiofonici nelle emittente di musica latina negli Stati Uniti d'America, raggiungendo il quinto posto nella classifica Latin Pop Songs ed entrando nelle classifiche Latin Songs e Tropical Songs.
Decisamente inferiore fu invece il riscontro commerciale ottenuto dalla versione inglese del brano, che fu pubblicata nel 1995 nel Regno Unito, ma passò inosservata e non riuscì a entrare in alcuna classifica di vendita.
Nel 2020 partecipa al concorso radiofonico I Love My Radio, a cui hanno preso parte in totale 45 canzoni.

## Reazioni della critica
La critica musicale italiana riservò al brano un'accoglienza piuttosto negativa, considerandolo troppo poco innovativo e troppo vicino alla tradizione musicale italiana. In occasione della partecipazione al Festival di Sanremo 1993, il giornalista Gino Castaldo del quotidiano la Repubblica definì La solitudine una canzone non «di rilievo», lodando però la voce e la grinta dimostrata dalla cantante.
Secondo Diego Perugini del giornale l'Unità, la canzone è caratterizzata dalla sua melodia ariosa e dalla triste storia d'amore adolescenziale della quale si parla nel testo, mentre Mario Luzzatto Fegiz e Gloria Pozzi del Corriere della Sera scrissero che la canzone «al primo ascolto ci suonava abbastanza sanremese. In realtà è un brano tutto acqua e sapone, in perfetta sintonia con l'interprete».
Marinella Venegoni di La Stampa ha in seguito descritto La solitudine come una canzone «adolescenziale». Molto simile è il giudizio espresso nel 2005 da Lucia Marchi di la Repubblica, secondo la quale il brano è uno «manifesto generazionale under 18 denso di pathos adolescenziale e di belle speranze».
Nel 2006 la canzone è stata inserita nel libro di Paolo Madeddu e Paola Maraone intitolato Da una lacrima sul viso... Come guarire i mali del cuore attraverso l'ascolto omeopatico delle 50 canzoni più deprimenti del pop italiano. In quell'occasione, gli autori del libro scrissero che «La solitudine è il Gian Piero Galeazzi della canzone depressiva: anche volendo non la si può ignorare».
Come riportato su La Stampa da Marinella Venegoni, la «tristezza un po' lagnosa» della canzone portò al brano anche il paragone con lo stile del cantautore Marco Masini.

## Interpretazioni dal vivo

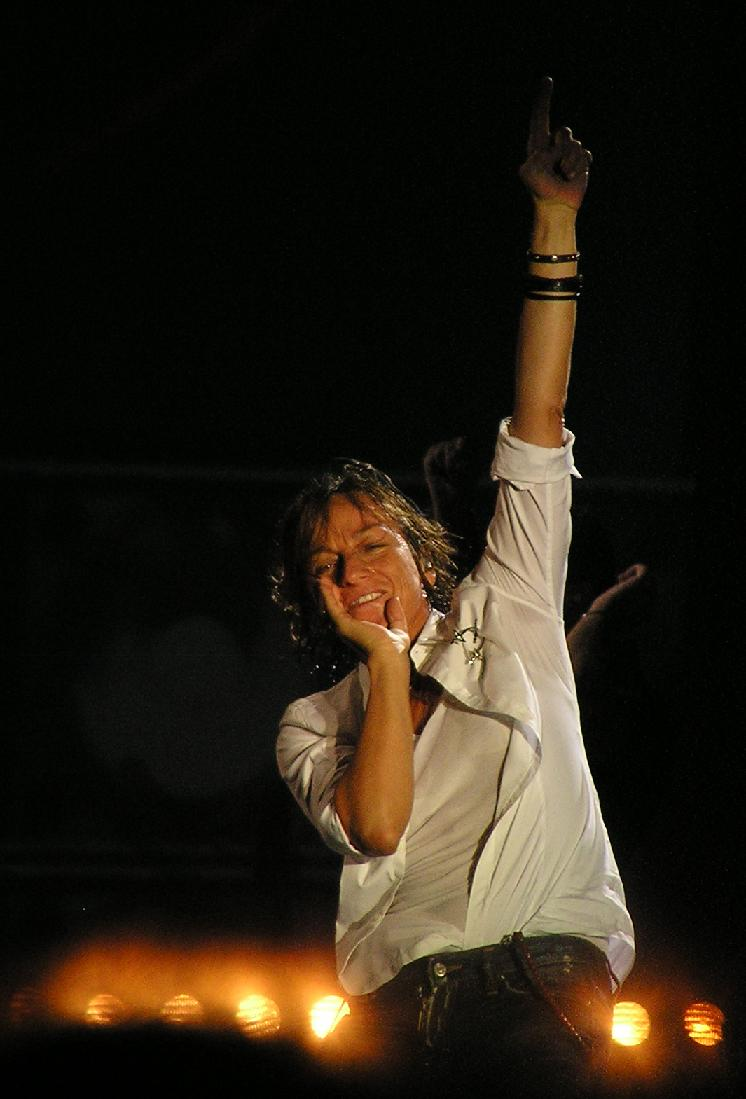
Gianna Nannini ha interpretato La solitudine con Pausini durante il concerto Amiche per l'Abruzzo del 21 giugno 2009.

Dopo la prima esibizione sanremese, Laura Pausini ha interpretato La solitudine dal vivo in moltissime altre occasioni nel corso della sua carriera. Nei mesi che hanno seguito la vittoria al festival, la cantante ha presentato il brano in diversi programmi televisivi, come Buona Domenica, Bellezze al bagno e Rock Cafè. La canzone è stata poi riproposta al Festival di Sanremo in occasione delle partecipazioni di Laura Pausini come ospite nel 2001, quanto fu inserita in un medley con In assenza di te e Tra te e il mare, e nel 2006, quando fu riproposta insieme a Strani amori e Tra te e il mare.
Il brano è inoltre diventato un classico nei concerti della cantante, entrando nella scaletta di tutti i suoi tour mondiali.
Alcune di queste esibizioni sono state inoltre registrate ed incluse negli album dal vivo pubblicati dalla cantante, a partire dal DVD Live 2001-2002 World Tour, registrato durante la tappa milanese del World Tour 2001-2002 e pubblicato nel dicembre 2002. Live in Paris 05 contiene l'interpretazione del brano fornita dalla cantante durante lo spettacolo tenutosi nel marzo 2005 al Le Zénith di Parigi, Live in Paris 05 contiene l'interpretazione del brano fornita dalla cantante durante lo spettacolo tenutosi nel marzo 2005 al Le Zénith di Parigi, mentre un'altra versione della canzone è stata inserita in San Siro 2007, l'album registrato durante il concerto del 2 giugno 2007 allo Stadio Giuseppe Meazza di Milano. L'esecuzione del brano avvenuta durante il concerto di Napoli in occasione del World Tour 2009 fa invece parte del disco Laura Live World Tour 09, pubblicato nel novembre 2009.
Nel corso degli anni la canzone è stata proposta anche in duetto con artisti diversi. Nel 2002 Lara Fabian e Laura Pausini cantarono la canzone durante il programma televisivo Dolce Italia, registrato in Piazza di Spagna a Roma e trasmesso dall'emittente televisiva francese France 2.
L'anno prima (nel 2001), durante la trasmissione di Rai 1 Stasera pago io, fu Fiorello a interpretare La solitudine in duetto con Laura Pausini, mentre il 21 giugno 2009 la canzone venne eseguita insieme a Gianna Nannini, in occasione del concerto benefico Amiche per l'Abruzzo, svoltosi allo Stadio Giuseppe Meazza di Milano. Quest'ultima versione fu in seguito inserita nel DVD relativo all'evento, pubblicato un anno dopo il concerto stesso.

## Popolarità nei media
La canzone in lingua italiana compare all'interno della colonna sonora del film Utopia, utopia, per piccina che tu sia, realizzato nel 1993 dai registi Umberto Marino e Dominick Tambasco.; quella in lingua spagnola all'interno della colonna sonora della serie televisiva colombiana Clase Aparte realizzata nel 1995.
Il brano è stato anche scelto per alcuni spot: uno per la Telecom Italia, nel 2000, per propagandare l'uso del telefono fisso a costi relativamente bassi; l'altro fu scelto per il Festival di Sanremo 2009, nel quale La solitudine fa da sfondo alle immagini di alcune tappe della carriera della cantante. Nel 2013 il brano è stato nuovamente utilizzato per promuovere la 63ª edizione della kermesse, all'interno di uno spot nel quale la co-presentatrice Luciana Littizzetto canta La solitudine mentre è seduta in un vagone della metropolitana.
Inoltre, il brano è stato ripetutamente utilizzato all'interno di talent show italiani e internazionali, nelle interpretazioni dei cantanti in gara. La versione italiana del brano è stata cantata durante programmi televisivi quali Operazione trionfo nel 2002, la sesta edizione di X Factor nel 2012 e la prima edizione di The Voice Belgique, mentre il brano in lingua spagnola è apparso durante la quarta edizione di Latin American Idol nel 2009 Objetivo Fama nel 2007 e La Voz... Argentina nel 2012.
Fa parte della colonna sonora della terza puntata di Mortel su Netflix.

## Tracce
- CD singolo – Italia, Francia e Germania (1993)[78][79][80]

1. La solitudine – 4:04
2. La solitudine – 4:04 – strumentale

- 45 giri, 12 pollici – Europa (1993)[81]

1. La solitudine – 4:04 – stereo
2. La solitudine – 4:04 – mono

MCS - 4509920714 Warner Music Francia (1994)
1. La solitudine
2. La solitudine (Instrumental)

- CDS – Europa (1994) – EastWest 4509-95956-2, CGD CA-773[83]

1. La solitudine – 4:04
2. La soledad – 4:04
3. La solitudine – 4:04 – strumentale

## Formazione
- Laura Pausini – voce
- Eric Buffat – pianoforte, programmazione, cori
- Riccardo Galardini – chitarra acustica
- Gianni Salvatori – chitarra elettrica, cori
- Stefano Allegra – basso
- Massimo Pacciani – batteria
- Silvia Mezzanotte – cori
- Cristina Montanari – cori

## Altre versioni

### La soledad
Il brano fu tradotto in lingua spagnola da Badia e inciso da Laura Pausini nel suo album eponimo pubblicato nel 1994 e contenente gli adattamenti di alcune canzoni tratte dai primi due album in italiano pubblicati dalla cantante. La nuova versione fu pubblicata come singolo per il lancio dell'album stesso in Spagna, negli Stati Uniti e in America Latina.

#### Tracce
- CD singolo[85]

1. La soledad – 3:58
2. La solitudine – 3:56
3. La solitudine – 3:57 – strumentale

#### Formazione e staff tecnico
Musicisti
- Laura Pausini – voce
- Riccardo Galardini – chitarra
- Leonardo Abbate – cori
- Simone Papi – pianoforte
- Gianni Salvatori – chitarra, cori
- Stefano Allegra, Cesare Chiodo – basso
- Massimo Pacciani – batteria, percussioni
- Emanuela Cortesi – cori
- Silvia Mezzanotte – cori
- Cristina Montanari – cori
- Danilo Bastoni – cori

produzione
- J. Badia – adattamento in lingua spagnola
- Marco Marati – produzione
- Angelo Valsiglio – produzione
- Gianni Salvatori – arrangiamenti

### La solitudine (Loneliness)
Una nuova versione del brano fu realizzata dall'autore di testi inglese Tim Rice, noto soprattutto per la sua attività in musical come Evita e Jesus Christ Superstar. Rice scrisse il testo in inglese della canzone, che fu così intitolata La solitudine (Loneliness) e scelta come primo singolo per il lancio della raccolta Laura Pausini, pubblicata nel mercato anglosassone nel 1995 e contenente, oltre alla nuova versione del singolo di debutto della cantante, diversi brani in italiano tratti dai primi due album di Laura Pausini.
La pubblicazione del singolo era inizialmente prevista per il febbraio 1995. Dopo essere stata spostata al 19 giugno dello stesso anno, fu nuovamente rimandata, e il singolo fu immesso sul mercato solamente alla fine del settembre 1995.
Questa versione del brano si differenzia dalle precedenti due perché ha un significato completamente diverso e, anziché raccontare la fine di un amore adolescenziale, descrive i sentimenti di quelle persone che scelgono la solitudine come mezzo per comprendere fino in fondo il proprio essere.

#### Tracce
- CD singolo - 4509990062 Warner Music Europa (1995)[91][92]

1. La solitudine (Loneliness) – 3:58
2. La solitudine – 3:56
3. La solitudine – 3:57 – strumentale

### La versione del 2001
La canzone fu registrata nuovamente da Laura Pausini in occasione della pubblicazione della sua prima raccolta, The Best of Laura Pausini - E ritorno da te, uscita nell'autunno 2001.
Per l'occasione fu realizzato un nuovo arrangiamento del brano, curato da Celso Valli, che vide la partecipazione della London Symphony Orchestra.
Nel 2002, interrogata sulla motivazione che la spinse a incidere una versione rinnovata del brano, così come di altri suoi singoli degli esordi, Laura Pausini rispose dicendo:
(Laura Pausini durante un'intervista rilasciata nel 2002 a Il Giornalino)
Pubblicato insieme al brano Tra te e il mare come doppio lato A in Francia, il singolo raggiunse la sedicesima posizione nella classifica realizzata dal Syndicat national de l'édition phonographique.

#### Tracce
- CDS – Francia (2002) – Warner Music Francia 809274364920[97]

1. Tra te e il mare – 3:49
2. La solitudine – 4:24 – Nuova versione

#### Musicisti
- Laura Pausini – voce
- Celso Valli –  tastiere, pianoforte, programmazione
- Luca Bignardi – batteria
- London Session Orchestra – orchestra
- Gavin Wright – primo violino
- Monica Magnani – cori
- Julia St. Louis – cori
- Joyce Yuille – cori
- Ronny Jones – cori
- Silvio Pozzoli – cori

### Medley 2013
In occasione del ventennale dalla prima esecuzione del singolo, il 26 febbraio 2013, è stato pubblicato su iTunes uno speciale medley (La Solitudine - La Soledad - Loneliness / Medley 2013), consistente nell'unione delle tre versioni originale della canzone (in italiano, spagnolo e inglese), con le lingue alternate strofa per strofa.
| Classifica (2013) | Posizione massima |
| ----------------- | ----------------- |
| Italia            | 14                |

### La versione del 2013
La canzone fu registrata nuovamente da Laura Pausini in occasione della pubblicazione della sua raccolta, 20 - The Greatest Hits, uscita il 12 novembre 2013. Per l'occasione fu realizzato ancora un nuovo arrangiamento del brano, curato questa volta da Ennio Morricone. La versione fu pubblicata anche in lingua spagnola e pubblicata nella raccolta 20 - Grandes Exitos. Con la versione italiana Ennio Morricone riceve da Laura Pausini il 3 giugno 2014 al Foro Italico di Roma il premio Music Award nella categoria Premio speciale "Premio per l'arrangiamento musicale".

## Classifiche

### Classifiche settimanali
| Classifica (1993-94)          | Posizione massima |
| ----------------------------- | ----------------- |
| Belgio (Fiandre)              | 1                 |
| El Salvador                   | 1                 |
| Europa                        | 27                |
| Francia                       | 5                 |
| Italia                        | 1                 |
| Paesi Bassi                   | 2                 |
| Panama                        | 1                 |
| Stati Uniti (Latin Songs)     | 22                |
| Stati Uniti (Latin Pop Songs) | 5                 |
| Stati Uniti (Tropical Songs)  | 11                |
| Venezuela                     | 1                 |

### Classifiche di fine anno
| Classifica (1994) | Posizione |
| ----------------- | --------- |
| Belgio            | 4         |
| Europa            | 50        |
| Francia           | 13        |
| Italia            | 17        |
| Paesi Bassi       | 14        |

## Pubblicazioni all'interno di album, raccolte o altri singoli
| Anno | Album o singolo                                | Titolo                                  | Versione |
| ---- | ---------------------------------------------- | --------------------------------------- | --- |
| 1993 | Supersanremo '93                               | La solitudine                           | Versione originale in italiano |
| 1993 | Laura Pausini                                  | La solitudine                           | Versione originale in italiano |
| 1994 | Laura Pausini                                  | La soledad                              | Versione originale in spagnolo |
| 1995 | Laura Pausini (Regno Unito, Giappone)          | La solitudine (Loneliness)              | Versione in inglese |
| 1995 | Laura Pausini (Regno Unito, Giappone)          | La solitudine                           | Versione originale in italiano |
| 2001 | The Best of Laura Pausini - E ritorno da te    | La solitudine                           | Versione 2001 in italiano |
| 2001 | Lo mejor de Laura Pausini - Volveré junto a ti | La soledad                              | Versione 2001 in spagnolo |
| 2002 | Live 2001-2002 World Tour (video)              | La solitudine                           | Dal vivo al Mediolanum Forum, 2 dicembre 2001 |
| 2005 | Live in Paris 05 (audio e video)               | La solitudine                           | Dal vivo a Parigi, Le Zénith, marzo 2005 |
| 2007 | San Siro 2007                                  | La solitudine                           | Dal vivo a Milano, San Siro, 2 giugno 2007 |
| 2009 | Laura Live World Tour 09                       | La solitudine                           | Dal vivo a Napoli, 11 luglio 2009 |
| 2009 | Laura Live Gira Mundial 09                     | La soledad                              | Dal vivo a Barcellona, 30 aprile 2009 |
| 2010 | Amiche per l'Abruzzo (video)                   | La solitudine (con Gianna Nannini)      | Dal vivo a Milano, Stadio San Siro, 21 giugno 2009 |
| 2013 | Laura Pausini: 25 Aniversario Box              | La solitudine - La soledad - Loneliness | Medley che assembla tutte e tre le versioni originali della canzone (in italiano, spagnolo ed inglese) alternando le lingue strofa per strofa. Realizzato per celebrare il ventennale di carriera della cantante. Pubblicato il 26 febbraio 2013 inizialmente solo su iTunes. |
| 2013 | 20 - The Greatest Hits                         | La solitudine                           | Versione 2013 in italiano con la collaborazione del compositore/direttore d'orchestra italiano Ennio Morricone |
| 2013 | 20 - Grandes Exitos                            | La soledad                              | Versione 2013 in spagnolo con la collaborazione del compositore/direttore d'orchestra italiano Ennio Morricone |
| 2018 | Fatti sentire ancora (video)                   | La solitudine                           | Dal vivo a Roma, Circo Massimo, 21 luglio 2018 |
| 2018 | Hazte sentir más (video)                       | La solitudine                           | Dal vivo a Roma, Circo Massimo, 21 luglio 2018 |

## Cover
Pochi mesi dopo la pubblicazione della versione originale interpretata da Laura Pausini, il cantante e comico olandese Paul de Leeuw realizzò una cover del brano in lingua olandese, intitolata Ik wil niet dat je liegt (letteralmente, Non voglio che tu mi menta) (VARAgram, VCD 659989 1), pubblicata come singolo insieme al brano Waarheen Waarvoor ed inserita nel doppio album Plugged (VARAgram, VCD 473963 2). La versione ottenne un notevole successo commerciale, raggiungendo il primo posto nella classifica di vendita dei Paesi Bassi, dove diventò anche il secondo singolo più venduto dell'anno.
Nel 1994 una seconda cover, con il testo adattato in greco, venne incisa da Thanos Kalliris con il titolo Το Νου σου κύριε Οδηγέ (letteralmente, La mente è la tua guida principale) e inserita nell'album Kapoio kalokairi.
L'anno successivo fu invece l'artista colombiana Diana a registrare una versione salsa del brano in lingua spagnola, includendola nel suo secondo album, Tormenta de amor.
Nel corso dello stesso anno, Renato Russo, cantante brasiliano di origini italiane, interpretò la canzone con il testo originale in italiano, inserendola nel disco Equilíbrio distante.
Nel 2010, dopo la morte del cantante, la registrazione originale di Renato Russo venne unita alla voce dell'artista Leila Pinheiro, dando vita così ad un duetto virtuale per l'album commemorativo Duetos, interamente composto da collaborazioni postume così ottenute.
Nel 2014 il cantante francese Nyco Lilliu realizza una cover de La solitudine. Il brano viene inserito nell'album Latin Lovers. Viene realizzato il videoclip.
Il gruppo cubano Bamboleo realizzò una nuova cover de La soledad in versione salsa, inserendola nell'album Te gusto o te caigo bien, pubblicato nel 1996. Nel corso dello stesso anno, la cantante brasiliana Jayne realizzò una cover in portoghese, A solidão, facente parte dell'album Solidão.
Una versione reggae di La soledad fu incisa nel 1997 dagli statunitensi Dark Latin Groove per l'album Swing On. Questa versione vede la collaborazione di Cindy Davila, che partecipa come cantante e rapper in alcuni versi della canzone. Nel 1998, un adattamento in lingua filippina fu invece interpretato da Ivy Violan per l'album Hanggang ngayon (letteralmente, Fino ad ora), che trae il titolo proprio dal nome attribuito alla nuova versione de La solitudine.
La versione in inglese della canzone fu reinterpretata anche dal cantante tedesco Jamie Stevens, che la registrò per l'album Unbreakable del 2002, mentre lo spagnolo Abraham Mateo incluse La soledad nel suo album di debutto eponimo, pubblicato nel 2009, quando il cantante aveva ancora undici anni. Una cover in italiano fu invece pubblicata dalla cantante francese Ève Angeli all'interno del singolo Je vais t'aimer nel 2005.
L'9 novembre 2023 il cantante messicano LP Norteño, con Bobby Pulido, MC Davo pubblica una cover di Inolvidable (feat. Monica Saldivar).